# Мавзолей Мурад Авлия
Мавзоле́й Мура́д Авлия́ — один из мусульманских мавзолеев в городе Самарканд. В мавзолее похоронен Ходжа́ Саи́д Муса́ ибн Саи́д Муртаза́, более известный как Мура́д Авлия́ (Святой Мурад; см. статью Авлия), который умер в 1511 году. Слово и имя Мура́д (по-персидски и по-узбекски звучит как Муро́д) означает «желание» или «благое намерение», и верующие называли святого так из-за того, что он якобы способствовал быстрому исполнению желаний, угодных Богу. Является одной из немногих шиитских святынь Самарканда. Тем не менее, мавзолей почитается и суннитами.
Мурад Авлия являлся одним из известнейших мусульманских богословов Самарканда, Мавераннахра и Хорасана той эпохи, являлся факихом, знатоком шариата, философом. Являлся одним из учеников Ходжа Ахрара Вали. Нет данных о точном месте рождения святого, но некоторые историки утверждают по историческим источникам, что он родился в Самарканде, а другие утверждают, что он был из территории нынешнего Кувейта, и прибыл в Самарканд для распространения ислама. 

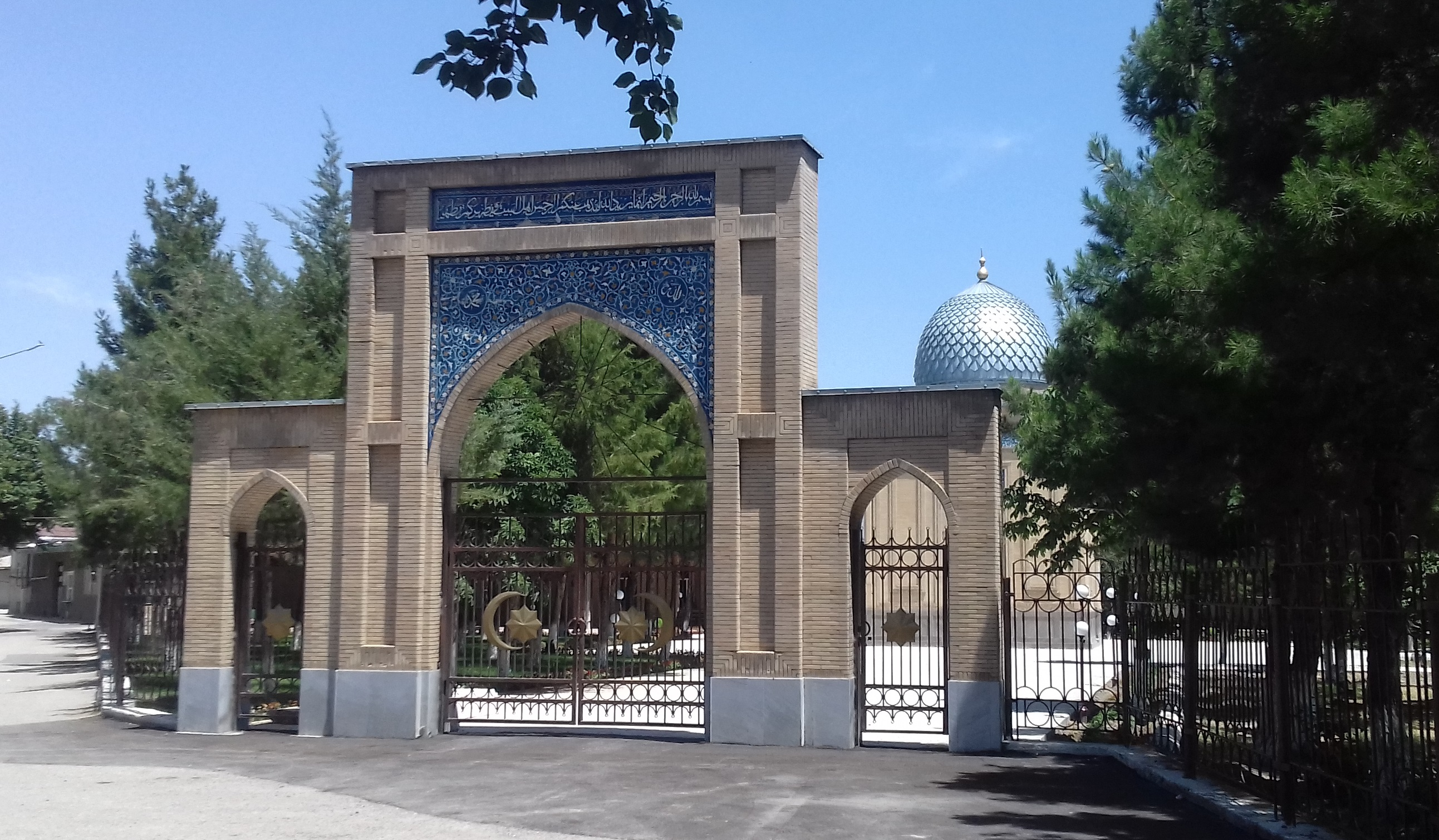
Вход в территорию с мавзолеем

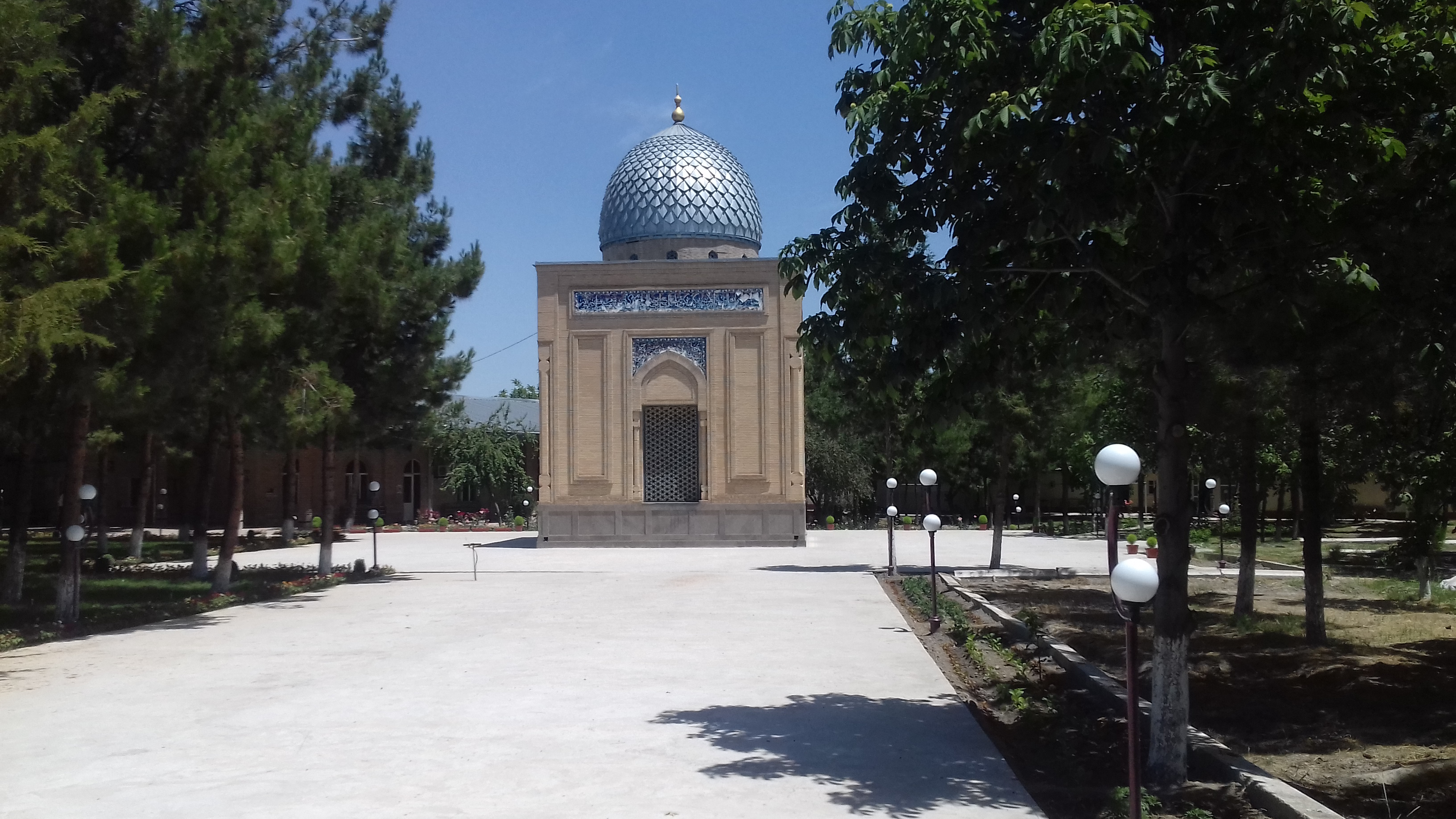
Вид на мавзолей и окружающий двор

Мавзолей был построен в XIX веке местной иранской общиной Самарканда. Мавзолей в советские годы был закрыт. По некоторым рассказам и данным, было решено об уничтожении мавзолея Мурад Авлия, и к мавзолею привозят бульдозеров и тракторов и другую тяжелую технику для сноса. Как только техника приступает к сносу, неожиданно вся техника отключается, и в ходе проверок выясняется поломка. После этого принимается решение об остановке сноса. Некоторыми этот случай считается чудом. После обретения независимости Узбекистаном в 1991 году, мавзолей был заново открыт и капитально отреставрирован и передан под надзор местной иранской общине Самарканда.
Мавзолей находится в западной части Самарканда, рядом с проспектом Мирзо́ Улугбе́ка, на улице Джарары́к, в 150 метрах к северо-востоку от Самаркандского государственного музея истории и культуры Узбекистана. Мавзолей расположен внутри большого двора-территории, в одной части которой находится древнее кладбище и когда-то были развалины дворца Тимура. Раньше кладбище занимало почти всю эту территорию, окружив таким образом мавзолей. В углу двора находится небольшая одноимённая мечеть.
Мавзолей посещает большое количество паломников, в целях исполнения своих желаний. Среди желаний в основном излечение от болезней, от бесплодия. Как правило, больше всего паломников приходят к мавзолею в среду, веря что именно в этот день недели их пожелания точно исполнятся.
Вместе с остальными архитектурными, археологическими, религиозными и культурными памятниками Самарканда входит в список Всемирного наследия ЮНЕСКО под названием «Самарканд — перекрёсток культур».